# ISO 3166-2:GY
ISO 3166-2:GY – kody ISO 3166-2 dla podjednostek administracyjnych Gujany.
Kody ISO 3166-2 to część standardu ISO 3166 publikowanego przez Międzynarodową Organizację Normalizacyjną. Kody te są przypisywane głównym jednostkom podziału administracyjnego, takim jak np. województwa czy stany, każdego kraju posiadającego kod w standardzie ISO 3166-1.
Aktualnie (2017) dla Gujany zdefiniowano kody dla 10 regionów. 
Pierwsza część oznaczenia to kod Gujany zgodnie z ISO 3166-1, natomiast druga część oznaczenia znajdująca się po myślniku to dwuliterowy kod jednostki administracyjnej. 

## Kody ISO
| Kod ISO | Nazwa jednostki administracyjnej | Rodzaj jednostki administracyjnej |
| ------- | -------------------------------- | --------------------------------- |
| GY-BA   | Barima-Waini                     | region                            |
| GY-PM   | Pomeroon-Supenaam                | region                            |
| GY-ES   | Essequibo Islands-West Demerara  | region                            |
| GY-DE   | Demerara-Mahaica                 | region                            |
| GY-MA   | Mahaica-Berbice                  | region                            |
| GY-EB   | East Berbice-Corentyne           | region                            |
| GY-CU   | Cuyuni-Mazaruni                  | region                            |
| GY-PT   | Potaro-Siparuni                  | region                            |
| GY-UT   | Upper Takutu-Upper Essequibo     | region                            |
| GY-UD   | Upper Demerara-Berbice           | region                            |